# PTPRC
Тирозиновая протеинфосфатаза C рецепторного типа (англ. Protein tyrosine phosphatase, receptor type, C; PTPRC) — фермент, который кодируется у человека геном PTPRC. Альтернативными названиями данного фермента являются дифференцировочный антиген CD45 и LCA (англ. Leukocyte common antigen, общий лейкоцитарный антиген).

## Функция
Данный белок является членом семейства тирозиновых протеинфосфатаз (PTP). Тирозиновые протеинфосфатазы являются компонентами сигнальных путей клетки, регулирующих рост, дифференцировку, митотический цикл и злокачественное перерождение клетки. Молекула имеет внеклеточный домен, одиночный трансмембранный сегмент и два цитоплазматических каталитических домена. Как рецепторная тирозиновая протеинфосфатаза, PTPRC связывает лиганд во внеклеточном пространстве и передаёт сигнал об этом внутрь клетки за счёт дефосфорилирования мишеней в цитоплазме. Данный ген специфически экспрессируется в гемопоэтических клетках.
Данная фосфатаза является важнейшим регулятором передачи сигнала от T- и B-клеточных рецепторов антигена. Она может взаимодействовать с компонентами рецепторов антигена напрямую, а также активировать киназы Src-семейства, необходимые для передачи сигнала от данных рецепторов. CD45 также подавляет JAK-киназы, и, таким образом, выступает в качестве негативного регулятора передачи сигнала от рецепторов цитокинов. мРНК PTPRC подвергается альтернативному сплайсингу, в результате чего синтезирутся несколько изоформ белка.

## Лиганды
Несмотря на обширные исследования, специфический клеточный лиганд для CD45 до сих пор не идентифицирован.
Единственным специфическим неклеточным лигандом является полиморфный белок цитомегаловируса UL11. Взаимодействие UL11 и CD45 блокирует пролиферацию Т-клеток.